# 渡川駅
渡川駅（わたりがわえき）は、山口県山口市阿東生雲東分字渡川にある、西日本旅客鉄道（JR西日本）山口線の駅である。

## 歴史
- 1961年（昭和36年）4月1日：国鉄山口線長門峡駅 - 三谷駅間に新設[1][2]。気動車の旅客のみ取扱う無人駅[3]。
- 1987年（昭和62年）4月1日：国鉄分割民営化に伴い、JR西日本に移管[4]。

## 駅構造
益田方面に向かって右側に単式ホーム1面1線を有する地上駅（停留所）。
新山口駅管理の無人駅。駅舎は無く、ホーム上に待合室がある程度である。ホーム益田寄りと、待合室横にそれぞれ設置された出入口から直接ホームに入る形となっている。自動券売機等の設備は無い。

## 利用状況
近年の1日平均乗車人員の推移は以下の通り。
| 乗車人員推移 | 乗車人員推移 |
| 年度         | 1日平均人数  |
| ------------ | ------------ |
| 1999         | 9            |
| 2000         |              |
| 2001         | 7            |
| 2002         | 8            |
| 2003         | 9            |
| 2004         | 9            |
| 2005         | 10           |
| 2006         | 10           |
| 2007         | 9            |
| 2008         | 6            |
| 2009         | 5            |
| 2010         | 3            |
| 2011         | 4            |
| 2012         | 5            |
| 2013         | 5            |
| 2014         | 7            |
| 2015         | 6            |
| 2016         | 7            |
| 2017         | 7            |
| 2018         | 8            |
| 2019         | 9            |
| 2020         | 7            |
| 2021         | 8            |
| 2022         | 7            |

## 駅周辺
当駅は付近を並行する国道9号と山口県道311号線間にあり、付近には民家が数軒点在する。
- 国道9号
- 山口県道311号篠目徳佐下線
- 阿武川
- あとう直売センター（農産物直売所）
- あとうふるーつしょっぷ（農産物直売所）

## 隣の駅
西日本旅客鉄道（JR西日本）
■山口線
長門峡駅 - 渡川駅 - 三谷駅